# Зражевский, Александр Иванович
Алекса́ндр Ива́нович Зраже́вский (1886—1950) — советский российский актёр театра и кино украинского происхождения. Лауреат четырёх Сталинских премий (1941, 1942, 1946, 1947). Народный артист СССР (1949).

## Биография
Родился 25 августа (6 сентября) 1886 года в Николаеве в семье морского офицера (впоследствии контр-адмирала) Ивана Григорьевича Зражевского (1859—1925) и Леониды Николаевны Зражевской.
Творческую деятельность начал в 1905 году в любительских спектаклях, затем играл в театрах Одессы, Харькова и других городах Украины.
В 1925—1928 годах — актёр ЛАТД имени А. С. Пушкина (ныне Александринский театр), в 1928—1933 годах — Московского драматического театра (бывший Театр Корша), в 1933—1935 годах — Театра имени МОСПС (ныне Театр имени Моссовета).
С 1935 года — актёр Малого театра.
Принимал участие в записях спектаклей на радио.
Снимался в кино.
Член ВКП(б) с 1940 года.
Умер 14 декабря 1950 года в Москве. Похоронен на Новодевичьем кладбище (участок № 2).
Семья
Был женат на Лидии Августовне Зражевской (?—1952). Детей у них не было.

## Награды и звания
- заслуженный артист РСФСР (23.09.1937)
- народный артист РСФСР (1947)
- народный артист СССР (1949)
- Сталинская премия второй степени (1941) — за исполнение роли в фильме «Великий гражданин» (1937, 1939)
- Сталинская премия первой степени (1942) — за исполнение роли Галушки в спектакле «В степях Украины» А. Е. Корнейчука[3]
- Сталинская премия первой степени (1946) — за исполнение роли генерал-лейтенанта Пантелеева в фильме «Великий перелом» (1945)
- Сталинская премия второй степени (1947) — за исполнение роли командира канонерской лодки «Кореец» в фильме «Крейсер „Варяг“» (1946)[2]
- орден Трудового Красного Знамени (26.10.1949)
- орден «Знак Почёта» (23.09.1937) — за выдающиеся заслуги в деле развития русского театрального искусства
- медали

## Творчество

### Московский Драматический театр
- 1933 — «Шторм» В. Н. Билль-Белоцерковского — председатель уездного комитета[2]

### Театр имени МОСПС
- 1933 — «Враги» М. Горького — Печенегов

### Малый театр
- 1935 — «На всякого мудреца довольно простоты» А. Н. Островского — Крутицкий
- 1935 — «Волки и овцы» А. Н. Островского — Михаил Борисович Лыняев
- 1936 — «Смерть Тарелкина» А. В. Сухово-Кобылина — Иван Саввич Варравин
- 1937 — «Борис Годунов» А. С. ПушкинА — Варлаам
- 1938 — «Дети Ванюшина» С. А. Найдёнова — Ванюшин-отец
- 1939 — «Богдан Хмельницкий» А. Е. Корнейчука — Тур
- 1941 — «В степях Украины» А. Е. Корнейчука — Кондрат Галушка
- 1942 — «Фронт» А. Е. Корнейчука — Остапенко
- 1937 — «На берегу Невы» К. А. Тренёва — Буранов
- 1945 — «Двенадцатая ночь» ШекспирА — сэр Тоби Бэлч
- 1946 — «За тех, кто в море!» Б. А. Лавренёва — Степан Васильевич Будков
- 1946 — «Коварство и любовь» Ф. Шиллера — Миллер
- 1949 — «Молодость» Л. Г. Зорина — Покорский

### Фильмография
- 1928 — Знойный принц — эпизод
- 1937 — Возвращение Максима — токарь Василий Кузьмич Ерофеев
- 1937-1939 — Великий гражданин — Дубок
- 1938 — Болотные солдаты — Бишоф
- 1938 — Борьба продолжается — дядюшка Мерц
- 1938 — Семиклассники — отец Димы Рощина
- 1939 — Ночь в сентябре — инженер Соколов
- 1940 — Любимая девушка — Семён Дементьевич
- 1940 — Весенний поток — Егор Шилов
- 1941 — Два друга — Фёдор Иванович, метеоролог
- 1945 — Великий перелом — генерал-лейтенант инженерных войск Иван Анисимович Пантелеев
- 1946 — Во имя жизни — Полознев
- 1946 — Крейсер «Варяг» — командир канонерской лодки «Кореец» Григорий Павлович Беляев
- 1947 — Мальчик с окраины — машинист Рябушкин
- 1948 — Повесть о настоящем человеке — дед Михайла